# Senta Crotz de Montferrand
Senta Crotz (en francès Sainte-Croix) és un municipi francès situat al departament de la Dordonya i a la regió de la Nova Aquitània.

## Demografia
| 1962                                       | 1968 | 1975 | 1982 | 1990 | 1999 | 2007 |
| ------------------------------------------ | ---- | ---- | ---- | ---- | ---- | ---- |
| 134                                        | 113  | 91   | 84   | 94   | 95   | 91   |
| Des de 1962: població sense dobles comptes |      |      |      |      |      |      |

## Administració
| Període   | Identitat           | Partit |
| --------- | ------------------- | ------ |
| 1951-1971 | André Capdeville    |        |
| 1971-     | Jean-Pierre Heyraud |        |